# Іцамнаах-Б'алам
Іцамнаах-Б'алам (д/н — 698) — ахав Південного Мутуля у 692—698 роках. Ім'я перекладається як «Бог Іцамнаах-Ягуар».

## Життєпис
Син ахава Баахлах-Чан-К'авііля. Народився до 673 року. Після смерті батька у 692 році, стає новим ахавом. Точна дата церемонії його інтронізації невідома. Єдине свідчення про його існування — запис на ступені I західній секції «ієрогліфічні сходи 2» з Дос-Пілас. На відміну від батька не проводив активної зовнішньої політики, зберігаючи вірність Канульській державі. Проте не брав участь у вирішальному протистоянні між Мутулєм і Канулєм, в результаті якого останній зазнав поразки. Завдяки цьому зберіг батьківські землі за нового гегемона — мутульського царства.
За наказом Іцамнаах-Б'алама були зведені «Ієрогліфічні сходи 2». Помер у 698 році, проте точна дата невідома. Владу успадкував рідний брат Іцамнаах-К'авііль.